# Teddy Scholten
Teddy Scholten-van Zwieteren (11. maj 1926 – 8. april 2010) var en hollandsk sanger.
Hun vandt Eurovision Song Contest i 1959 med sangen Een Beetje. Musikken blev komponeret af Dick Schallies, og teksten var skrevet af Willy van Hemert.
Teddy Scholtens karriere som sangerinde går tilbage til 1940-tallet, da hun var en del af duen Scholten & Van 't Zelfde, som oplevede stor succes i hjemlandet. I 1945 forlovede hun sig med Henk Scholten, som hun giftede sig med året efter.